# Вермикуліт
Вермикулі́т (від лат. vermiculor — «розплідник хробаків») — мінерал класу силікатів, групи триоктаедричних гідрослюд.

## Історія і етимологія
Вермикуліт вперше був виявлений у Мілбері у графстві Вустер, штат Массачусетс, і описаний у 1824 році Томасом Х. Веббом. Через здатність мінералу, що має пластинчасту будову, при нагріванні до 200—300 ° С роздуватися у напрямку кристалографічної осі c до стовпчастих утворень, які нагадуть черв'яка. Вебб назвав його латинським словом «vermiculor» (нім. «Wurmbrüter»)
Причому довжина стовпчика стає в 25 разів більше первинної.

## Загальний опис
Групова назва водних алюмосилікатів магнію і заліза шаруватої будови з розбухаючою ґраткою із загальною формулою — (Mg, Fe2+, Fe3+)3[(OH)2(Al, Si)4· 4H2O. Хімічний склад змінний (%): MgO — 14-25; FeO — 1-3; Fe2O3 — 3-17; Al2О3 — 10-17; SiO2 — 34-42; H2O — 8-15. Склад у родовищах Приазов'я (%): MgO — 10,12-17,88; FeO — 0,87-2,91; Fe2O3 — 9,74-17,80; Al2O3 — 11,51-16,69; SiO2 — 36,01-45,92; H2O — 7,04-12,70. Домішки: K2O (0,17-4,58), TiO2 (0,70-4,70), CaO (1,20-4,73), Na2O, MnO. Сингонія моноклінна. Спайність досконала. Густина 2,4-2,7. Твердість 1-1,5. Колір бурий, жовтувато-бурий, золотисто-жовтий, інколи з зеленуватим відтінком. Блиск перламутровий або жирний. Мають високу здатність до катіонного обміну. Знаходяться у вигляді лускуватих і пластинчастих, також тонкодисперсних агрегатів. Утворюється головним чином внаслідок перетворення біотиту й флогопіту. Родовища вермикуліту — в США, Росії, ПАР, Аргентині, Бразилії, Індії, Японії, Танзанії, Зах. Австралії, Канаді, Чилі, Мексиці, Малаві та ін. В Україні вермикуліт є в Приазов'ї, Побужжі, на Волині. Вермикуліт використовується як легкий наповнювач бетону, для виробництва вогнестійких тепло- і звукозахисних матеріалів, в металургії для теплоізоляції, в космічній техніці, в літакобудуванні, в транспортному будівництві, у виробництві антифрикційних матеріалів, гуми, пластмас, фарб, та ін. Збагачується гравітаційними і флотаційними методами.

## Різновиди
- вермикуліт магніїстий (те саме, що вермикуліт);
- вермикуліт мідний (відміна вермикуліту з Південної Родезії, яка містить до 7 % CuO);
- вермикуліт нікелистий (відміна вермикуліту, яка містить 11,25 % NiO);
- вермикуліт-хлорит (мінерал змішаношаруватої будови, в якому чергуються шари вермикуліту й хлориту).

Відомі також домішки: титан, цинк, натрій, калій.